# Cleome brachycarpa
Cleome brachycarpa là một loài thực vật có hoa trong họ Màng màng. Loài này được (Forssk.) Vahl ex DC. mô tả khoa học đầu tiên năm 1824.